# Peribatodes mimeuri
Peribatodes mimeuri är en fjärilsart som beskrevs av Charles E. Rungs 1948. Peribatodes mimeuri ingår i släktet Peribatodes och familjen mätare. Inga underarter finns listade i Catalogue of Life.